# حزب العمل الاجتماعي (كولومبيا)
حزب العمل الاجتماعي (بالإسبانية: Partido de Acción Social)‏ هو حزب سياسي في كولومبيا. وفي الانتخابات التشريعية التي جرت في 12 آذار / مارس 2006، فاز الحزب بمقعد واحد في مجلس النواب.